# Madremanya
Madremanya és un municipi al nord-est del Gironès, limitant amb el Baix Empordà. En destaca el recinte emmurallat de Madremanya.

## Etimologia
Segons Paul Aebischer, tal com recullen el Diccionari català-valencià-balear i l'Onomasticon Cataloniae, el seu nom prové de l'expressió llatina Mater Magna 'mare gran', que era com s'anomenava a la deessa Cíbele, que havia tingut molt de culte a Hispània.

## Geografia
- Llista de topònims de Madremanya (Orografia: muntanyes, serres, collades, indrets..; hidrografia: rius, fonts...; edificis: cases, masies, esglésies, etc).

## Demografia
Entitats de població del municipi, a efectes estadístics:
| Entitat de població | Habitants (2024) |
| Madremanya          | 221              |
| Millars             | 31               |
| Vilers              | 20               |
| Bevià               | 16               |
| Font: Idescat       |                  |

| 1497 | 1515 | 1553 | 1787 | 1887 | 1900 | 1920 | 1950 | 1970 | 2010 | 2024 |
| 51   | 54   | 46   | 262  | 922  | 865  | 821  | 369  | 252  | 250  | 289  |

De 1879 a 1930 aquest terme municipal incorporava també el de Sant Martí Vell.

## Llocs d'interès

### Església de Sant Esteve de Madremanya
L'actual església fou erigida sobre un temple ja existent anteriorment documentat el 1078. Fou construïda al voltant de l'any 1300 amb un estil romànic tardà, actualment arquitectònicament té influència, romànica, gòtica i renaixentista.
Va ser inclosa en l'inventari de patrimoni Arquitectònic de Catalunya.

### Nucli antic

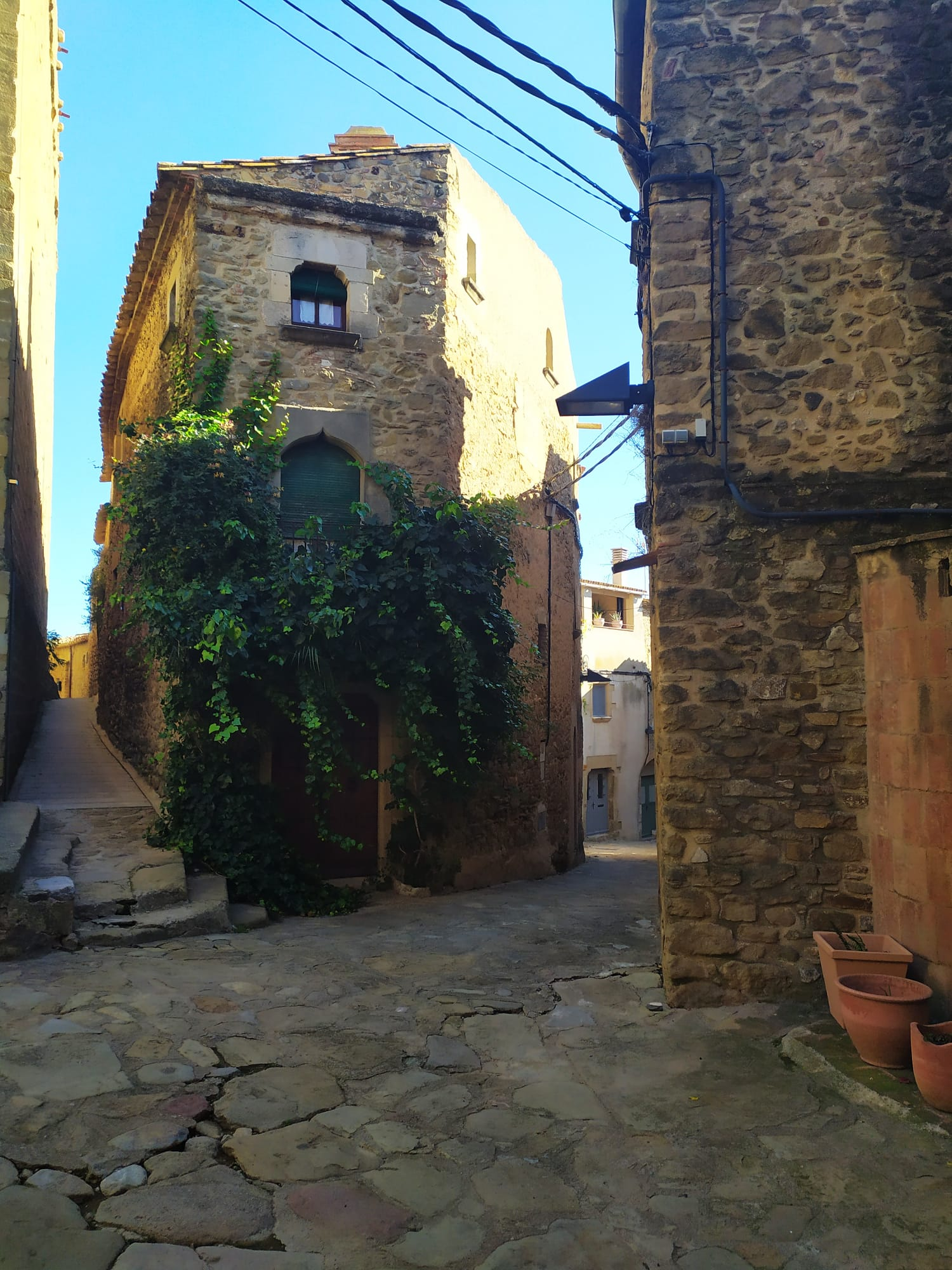
Encreuament en el nucli antic de Madremanya

El nucli antic de Madremanya es troba sobre un petit turó, presidit per l'església fortificada de Sant Esteve de Madremanya, els habitatges estan situats formant la típica estructura urbana medieval defensiva, les cases daten majoritàriament del XVI, XVII i XVIII. Conserva encara 2 de les principals entrades antigues a la muralla, el portal oest i el portal nord.

### Castell de Millars
Castell declarat bé cultural d'interès nacional, documentat des del segle xiii, actualment no és accessible, ja que és una propietat privada.

### Creu de Millars
Una creu antiga que marcava l'encreuament dels camins de Madremanya amb Púbol, Monells i Sant Sadurní de l'Heura. La creu que avui es pot presenciar és una reconstrucció duta el 2014, ja que l'original fou destruïda l'any 1936.

### Font Picant
Font natural situada en el massís de les Gavarres, l'aigua d'aquesta font és bicarbonatada i ferruginosa i amb propietats medicinals. A finals del segle xix s'hi va instal·lar una planta embotelladora i es comercialitzà sota el nom d'«Agua Mineral de Madremaña. Manantial de Nuestra Señora de los Ángeles». Aquesta planta es troba abandonada des de la guerra civil. Aquest indret 2011 fou declarat BCIN en la categoria de zona d’interès etnològic en el massís de les Gavarres.

## Fires i festes
Aquestes són les fires i festes del municipi:
- L'últim diumenge de febrer se celebra una calçotada popular.
- Des del 2012, el cap de setmana anterior a Sant Jordi es fa la fira de llegendes.
- El primer diumenge de maig es fa la festa de la gent gran.
- La primera setmana d'agost se celebra la festa major de la vila.
- El primer cap de setmana d'octubre se celebra la festa de la germandat i la trobada de puntaires.

## Persones il·lustres
- Esteve Vilanova i Vilà (1946), polític català, diputat al Parlament de Catalunya en la VII Legislatura.
- Xavier Pujolar i Pla Xevi Pujolar (1973), enginyer automobilístic català, que treballa com a enginyer de pista a la Fórmula 1.